# الجيل القادم من ماسح العبور

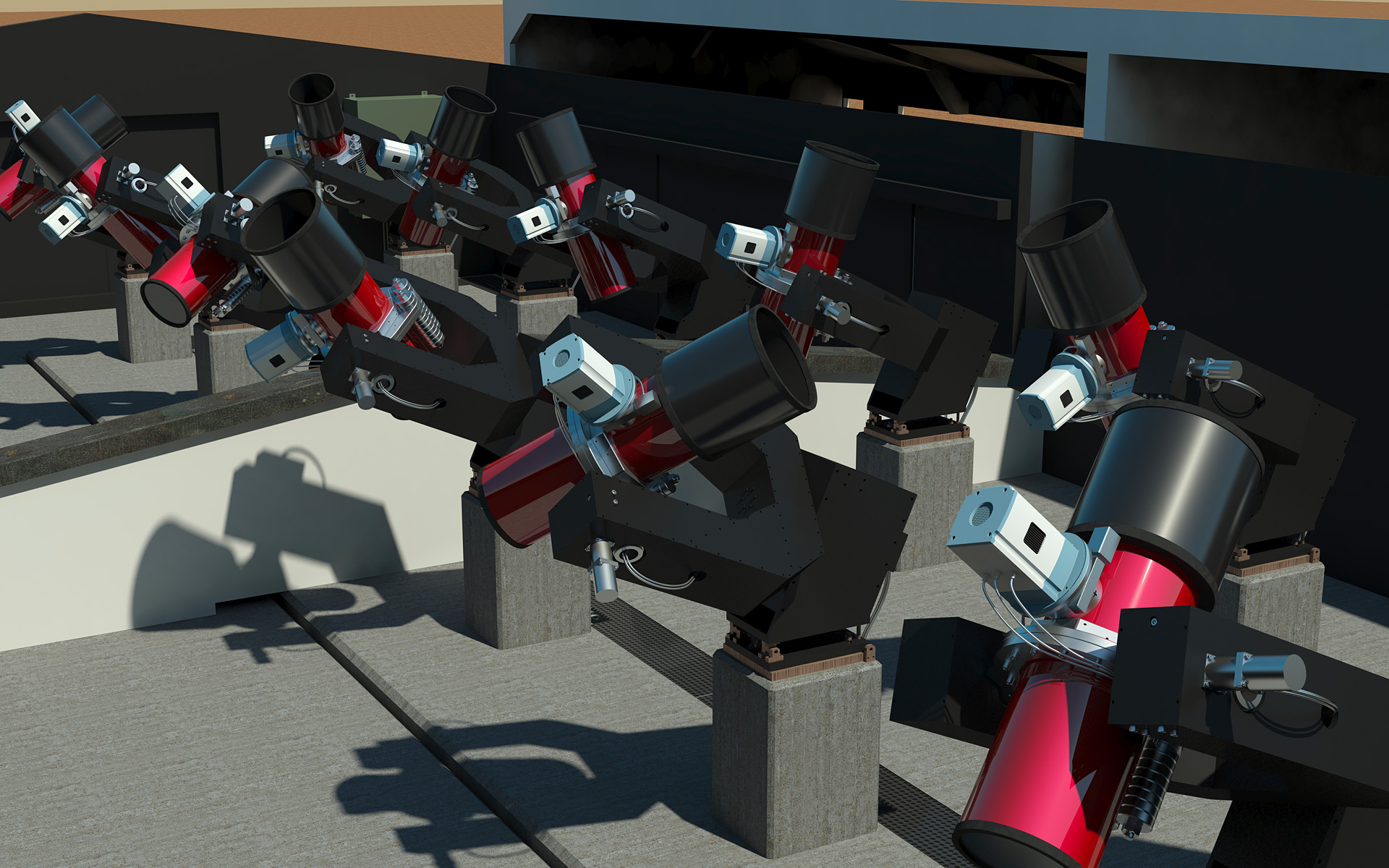

الجيل القادم من ماسح العبور (إن جي تي إس NGTS) هو بحث روبوتي أرضي عن الكواكب الخارجية. يقع هذا المرفق في مرصد بارانال في صحراء أتاكاما في شمال تشيلي، على بعد 2 كيلومتر من تلسكوب المرصد الأوروبي الجنوبي العظيم، وعلى بعد نصف كيلو متر من تلسكوب المسح فيستا. بدأت العمليات العلمية في أوائل عام 2015. يدير المسح الفلكي رابطة تتكون من سبعة جامعات أوروبية ومعاهد أكاديمية أخرى من تشيلي، وألمانيا، وسويسرا، والمملكة المتحدة. اختُبر النموذج الأولي من صفيفة التلسكوبات في عامي 2009 2010 في لابالما، ومن عام 2012 حتى عام 2014 في مرصد جنيف.
يهدف هذا الماسح لاكتشاف أراضٍ هائلة (الأرض الهائلة: مصطلح يُستخدم لوصف الكواكب الصخرية التي تفوق الأرض حجمًا) وكواكب خارجية بحجم نبتون تعبر النجوم القريبة واللامعة نسبيًا بمقدار سطوع ظاهري يصل إلى 13. يستخدم الماسح قياس شدة الضوء العابر، الذي يقيس بدقة التغير الحاصل في لمعان النجم للكشف عن وجود كوكب عندما يمر من أمام هذا النجم. يتكون «إن جي تي إس» من صفيفة مؤلفة من اثني عشر تلسكوبًا تجاريًا بمرايا ذات قطر 20 سنتيمتر ومقدار فتحة عدسة 2.8، كل منها مجهزة بكاميرا سي سي دي CCD حساسة لطول الموجة الموافق للون الأحمر تعمل في الأشعة المرئية والأشعة تحت الحمراء بطول موجة بين 600 إلى 900 نانومتر. تغطي صفيفة التلسكوبات مجال رؤية فوري يساوي 96 درجة مربعة (8 درجات مربعة لكل تلسكوب) أو نحو 0.23% من السماء. بُني «إن جي تي إس» بصعوبة بالاعتماد على تجربة برنامج البحث عن الكواكب واسع الزاوية (واسب) مستخدمًا كواشف أكثر حساسية، وبرامج منقحة، وبصريات كبيرة، على الرغم من وجود تشابه صغير في حقل الرؤية. وفي مقارنة مع تلسكوب كبلر الفضائي الذي يبلغ مجال رؤيته 115 درجة مربعة، نجد أن مساحة السماء التي يغطيها «إن جي تي إس» أكبر بـ16 مرة، لأنّ المسح سيصور في أربعة مجالات مختلفة كل عام لمدة أربع سنوات. ونتيجة لذلك، يمكن مقارنة تغطيته للسماء كما في حالة بعثة كبلر كي 2.
صُمم «إن جي تي إس» لسد الفجوة الحالية بين الكواكب بحجم الأرض والكواكب الغازية العملاقة. على الرغم من أن الماسحات الأرضية الأخرى استطاعت فقط اكتشاف كواكب خارجية بحجم أكبر من كوكب المشتري، تُعد الكواكب بحجم الأرض التي اكتشفها كبلر بعيدة جدًا أو أن النجوم التي تدور حولها قاتمة بشكل لا يسمح بتحليل دوبلر الطيفي؛ طريقة مختلفة لتحديد كتلة الكوكب عن طريق تذبذب نجمها المضيف. يسمح مجال الرؤية الواسع في «إن جي تي إس» برصد عدد أكبر من الكواكب الضخمة التي تدور حول النجوم الأكثر لمعانًا. سيصبح من الممكن قياس كتلة عدد أكبر من الأهداف باستخدام طريقة التذبذب بواسطة المعدات الكبيرة التي تعطي وصفًا تفصيليًا بشكل مستمر مثل هاربس، وإسبريسو، و ڤي إل تي سفير. يجعل هذا تحديد كثافة الكواكب الخارجية ممكنًا، وبالتالي معرفة ما إذا كانت صخرية أو غازية.

## المهمة العلمية
اكتشفت الماسحات الأرضية للكواكب الخارجية مثل «واسب» وشبكة التلسكوبات الهنغارية الآلية العديد من الكواكب الخارجية الكبيرة، بشكل رئيسي كواكب غازية عملاقة بحجم زحل والمشتري. وسّعت المهمات الفضائية مثل تلسكوب كوروت وكبلر النتائج لتشمل أجسامًا أصغر، بما في ذلك الأراضي الهائلة الصخرية والكواكب الخارجية بحجم نبتون. تتميز المهمات الفضائية المدارية بدقة أكبر في قياس السطوع النجمي من القياسات الأرضية، لكنها سبرت منطقة صغيرة من السماء. لسوء الحظ، معظم الكواكب الصغيرة المرشحة تدور حول نجوم خافتة جدًا فلا يمكن التأكد من القياسات بواسطة السرعة الشعاعية. تُعتبر كتل هذه الكواكب المرشحة الصغيرة إما غير معروفة أو مرتبطة بنجومها بشكل سيئ فلا يمكن تقدير حجمها.
عن طريق التركيز على الأهداف التي يتراوح حجمها بين أرض هائلة إلى كوكب بحجم نبتون، والتي تدور حول نجوم مستقرة وصغيرة لكنها لامعة من النوع الطيفي كي وَإم القديم (يشير النوع القديم إلى أنّ النجم شديد السخونة والحديث إلى البرودة) في مساحة أكبر من تلك التي تغطيها المهمات الفضائية، يهدف «إن جي تي إس» إلى توفير أهداف أولية لكي تفحصها التلسكوبات بشكل أكبر مثل التلسكوب العظيم (ڤي إل تي VLT) والتلسكوب الأوربي الكبير (إي - إي إل تي E-ELT)، وتلسكوب جيمس ويب الفضائي (جاي دبليو إس تي JWST). توصف هذه الأهداف بسهولة أكبر من ناحية تركيب غلافها الجوي، وبينيتها الكوكبية، وتطورها كأهداف صغيرة تدور حول نجوم كبيرة.
بسبب متابعة التلسكوبات الكبيرة للرصد، ستتوفر وسائل أكثر قوة لسبر تركيب الغلاف الجوي للكواكب الخارجية التي اكتشفها «إن جي تي إس». على سبيل المثال، أثناء الكسوف الثانوي وعند ابتلاع النجم للكوكب (تبدو عملية مرور الكوكب أمام النجم وكأنها ابتلاع بسبب الحجم الصغير جدًا للكوكب مقارنةً بالنجم)، تسمح المقارنة بين التدفق أثناء بداية العبور وأثناء انتهاءه بحساب طيف الاختلاف الذي يمثل الانبعاثات الحرارية للكوكب. يمكن الحصول على حسابات طيف الانتقال للغلاف الجوي للكوكب عن طريق قياس التغييرات الطيفية الصغيرة في طيف النجم الذي ينشأ أثناء عبور الكوكب. تتطلب هذه التقنية أن تكون نسبة الإشارة إلى الضجيج كبيرة، وقد طُبّقت بنجاح على عدد قليل من الكواكب التي تدور حول نجوم صغيرة وقريبة ولامعة نسبيًا، مثل الكوكب إتش دي 189733 بي، وجي جيه 1214 بي. يهدف «إن جي تي إس» إلى زيادة أعداد الكواكب القابلة للتحليل عن طريق تقنيات كهذه. تكشف المحاكاة لأداء «إن جي تي إس» المتوقع عن إمكانية اكتشاف 231 كوكب تقريبًا بحجم نبتون و39 كوكب بحجم أرص هائلة قابلة للتحليل الطيفي المفصّل بواسطة تلسكوب «ڤي إل تي»، بالمقارنة مع 21 كوكب بحجم نبتون وأرض هائلة واحدة حصلنا عليها من بيانات كبلر.

## الأدوات

### التطور
تتطلب الأهداف العلمية لـ«إن جي تي إس» وصوله إلى قدرة الكشف عن العبور بدقة 1 ميلي من مقدار السطوع المرتبط بالحجم عند قيمة سطوع ظاهري 13. على الرغم من تحقيق هذا المستوى من الدقة على الأرض بشكل اعتيادي في الأرصاد المأخوذة للأجسام الفردية بمجال رؤية ضيق، لم يُسبق أن أجري مسح بمجال رؤية واسع. ولأجل تحقيق هذا الهدف، اعتمد مصممو أدوات «إن جي تي إس» على عتاد صلب شامل وعلى الإرث البرمجي من مشروع واسب. بالإضافة إلى العديد من التحسينات في الأنظمة الأولية التي عملت في لاباما خلال 2009 و2010 وفي مرصد جنيف من 2012 وحتى 2014.

### صفيفة التلسكوبات
يستخدم «إن جي تي إس» مصفوفة مؤلفة من 12 تلسكوب بمرايا قطرها 20 سنتيمتر، وفتحة عدستها 2.8، تعمل بشكل أوتوماتيكي، ومثبتة على حوامل استوائية ضمن طول موجة يمتد من البرتقالي حتى الأشعة تحت الحمراء (600 إلى 900 نانومتر). تقع في مرصد بارانال في المرصد الأوروبي الشمالي في تشيلي، ويتميز هذا الموقع بانخفاض نسبة بخار الماء والشروط الضوئية الممتازة.

### البحث المشترك
يتعاون مشروع تلسكوبات «إن جي تي إس» بشكل وثيق مع التلسكوبات الكبيرة في المرصد الأوروبي الشمالي. تتوفر مرافق المرصد الأوربي الشمالي لمتابعة الدراسات بما في ذلك الباحث الكوكبي بالسرعة الشعاعية عالية الدقة (هاربس)، في مرصد لاسيلا، ومطياف إسبريسو لقياسات السرعة الشعاعية في التلسكوب العظيم (ڤي إل تي)، ونظام سفير (دراسة الكواكب الخارجية ذي استقطاب ضوئي عالي التباين)، ونظام بصري مكيّف ومرسام إكليلي في التلسكوب العظيم يصوّر الكواكب الخارجية بشكل مباشر، ومجموعة من التلسكوبات الكبيرة الأخرى وأدوات «إي - إي إل تي» مُخطط لها لوصف الغلاف الجوي.